# Ogmocidaris benhami
Ogmocidaris benhami är en sjöborreart som beskrevs av Ole Theodor Jensen Mortensen 1921. Ogmocidaris benhami ingår i släktet Ogmocidaris och familjen piggsvinssjöborrar. Inga underarter finns listade i Catalogue of Life.